# Jüdische Bevölkerung in Ermsleben
Die Jüdische Bevölkerung in Ermsleben lebte im Ort Ermsleben vom frühen 19. Jahrhundert bis in die Zeit des Nationalsozialismus.

## Ansiedlung der jüdischen Bevölkerung in Ermsleben
Ermsleben liegt im nördlichen Harzvorland. Die Geschichte der kleinen jüdischen Gemeinde von Ermsleben begann Anfang des 19. Jahrhunderts. Der erste bekannte jüdische Einwohner von Ermsleben war 1810 Gerson Heinemann, welcher sich hier als Buchbinder niedergelassen hatte und das Bürgerrecht bekam. Zwei Jahre darauf zog Raphael Heß aus Wippra zu. 1815 zogen zudem die Kaufleute Joseph Jacob Rosenthal (aus Gernrode), Moses Morgenstern (aus Harzgerode) und Baruch Heß (aus Ballenstedt) nach Ermsleben. Ihnen folgten Mendel Kramer und Marcus Löwenthal (aus Frose). Am 18. Januar 1825 wurde Joseph Jacob Rosenthals Sohn Heinemann (Hermann) geboren, der nach seinem 1848 in Berlin abgeschlossenen Medizinstudium als Militärarzt nach Magdeburg ging. Besonders zeichnete er sich durch seine Studien über Hygiene aus, mit denen er gegen die Cholera kämpfte. Er liegt auf dem israelitischen Friedhof in Magdeburg begraben.

## Familie Pfifferling

### Markus Pfifferling

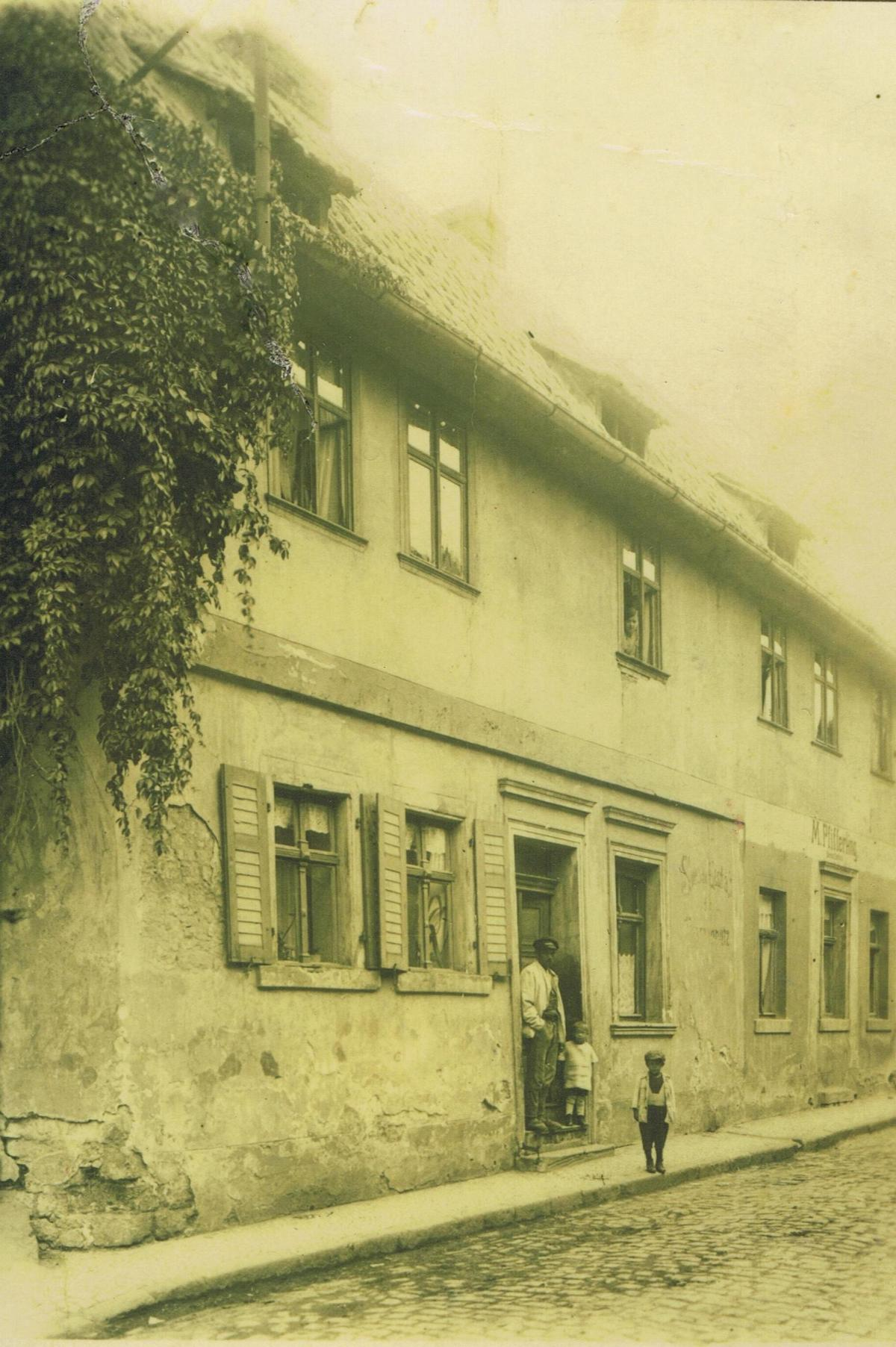
Markus Pfifferling vor seinem Haus in der Siederstraße.

Markus Pfifferling wurde am 15. Dezember 1855 in Datterode, Kreis Eschwege-Hessen, geboren. Er war der Sohn von Josef Pfifferling und einer geborenen Hesse (Vorname der Mutter unbekannt). Seine Kindheit verlebte er in Arnstadt. Mit seiner Frau Fanny Pessel bekam er die Kinder Georg (geb. 30. Dezember 1884, gest. 29. August 1885), Leopold (geb. 6. Mai 1894), Johanne (geb. 1. April 1886), Arthur (geb. 5. Dezember 1887), Friedrich (geb. 9. Februar 1889) und Margarete. In der Konradsburger Straße 140 E, heute Konradsburgerstraße 120, führte er ein Textilwaren-Geschäft, welches er von seinem Schwiegervater Leopold Pessel übernommen hatte. Ein weiteres Haus besaß er in der Siederstraße, neben seiner Tochter Margarete Coffeld. Markus Pfifferling starb am 4. Juni 1937 im Alter von 81 Jahren in Ermsleben.

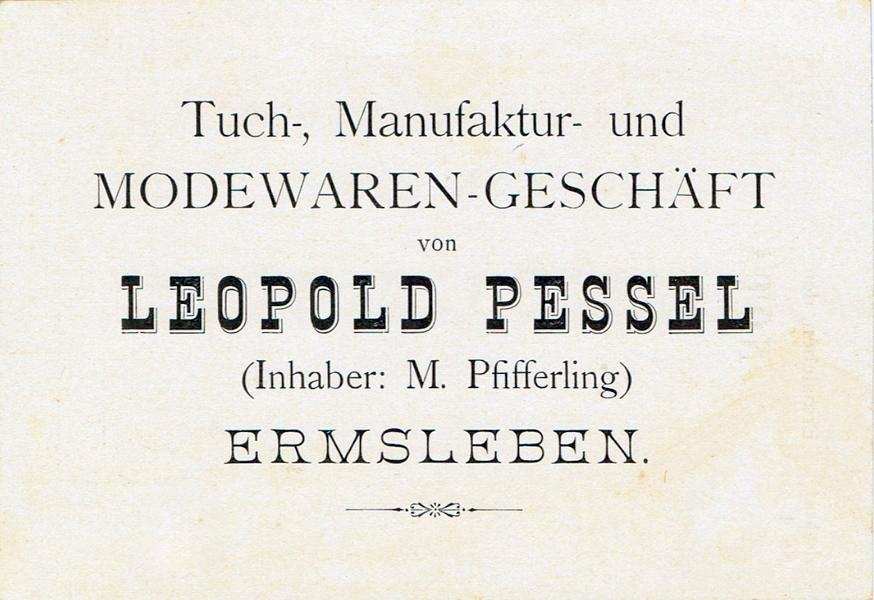
Visitenkarte Markus Pfifferling

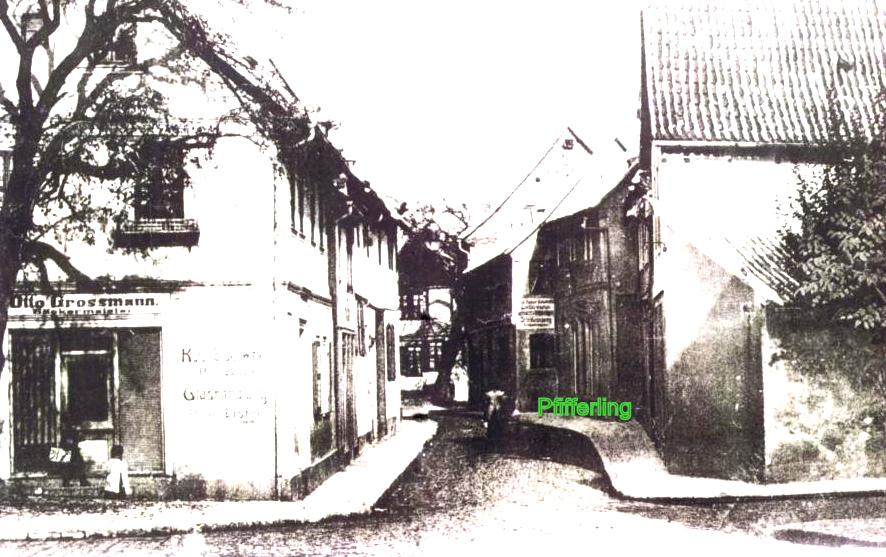
Haus von Markus Pfifferling in der Konradsburger Straße

### Fanny Pessel
Fanny Pessel wurde am 11. April 1856  in Ballenstedt geboren und war die Tochter des Kaufmanns Leopold Pessel und Johanne, geb. Reichenbach. Sie bekam mit ihrem Ehemann Markus Pfifferling die Kinder Leopold, Georg, Johanne, Arthur, Friedrich und Margarete Pfifferling. Gewohnt haben sie und ihre Familie in der Konradsburger Straße 140 E, heute Konradsburger Straße 120. Ein weiteres Haus besaßen sie in der Siederstraße. Im Wohnhaus der Familie Pfifferling befand sich ein Betraum. Am 23. September 1934 starb Fanny Pessel im Alter von 78 Jahren in Ermsleben.

## Familie Metis/Simonsohn

### Albert Simonsohn
Am 8. Juli 1862 wurde Albert Simonsohn in Sinsleben (heute ein Ortsteil von Ermsleben) geboren. Er war mit Kathinka Simonsohn, geb. Strauß, verheiratet und hatte mit ihr einen Sohn namens Lothar, geb. 30. September 1896. Der Kaufmann wohnte um 1939 in Frankfurt am Main und wurde von dort aus am 18. August 1942 in das Ghetto Theresienstadt deportiert. Er starb mit 80 Jahren im Vernichtungslager Treblinka am 26. September 1942. Was mit seiner Frau Kathinka und mit seinem Sohn Lothar geschah, ist bisher unbekannt.

### Pauline Metis

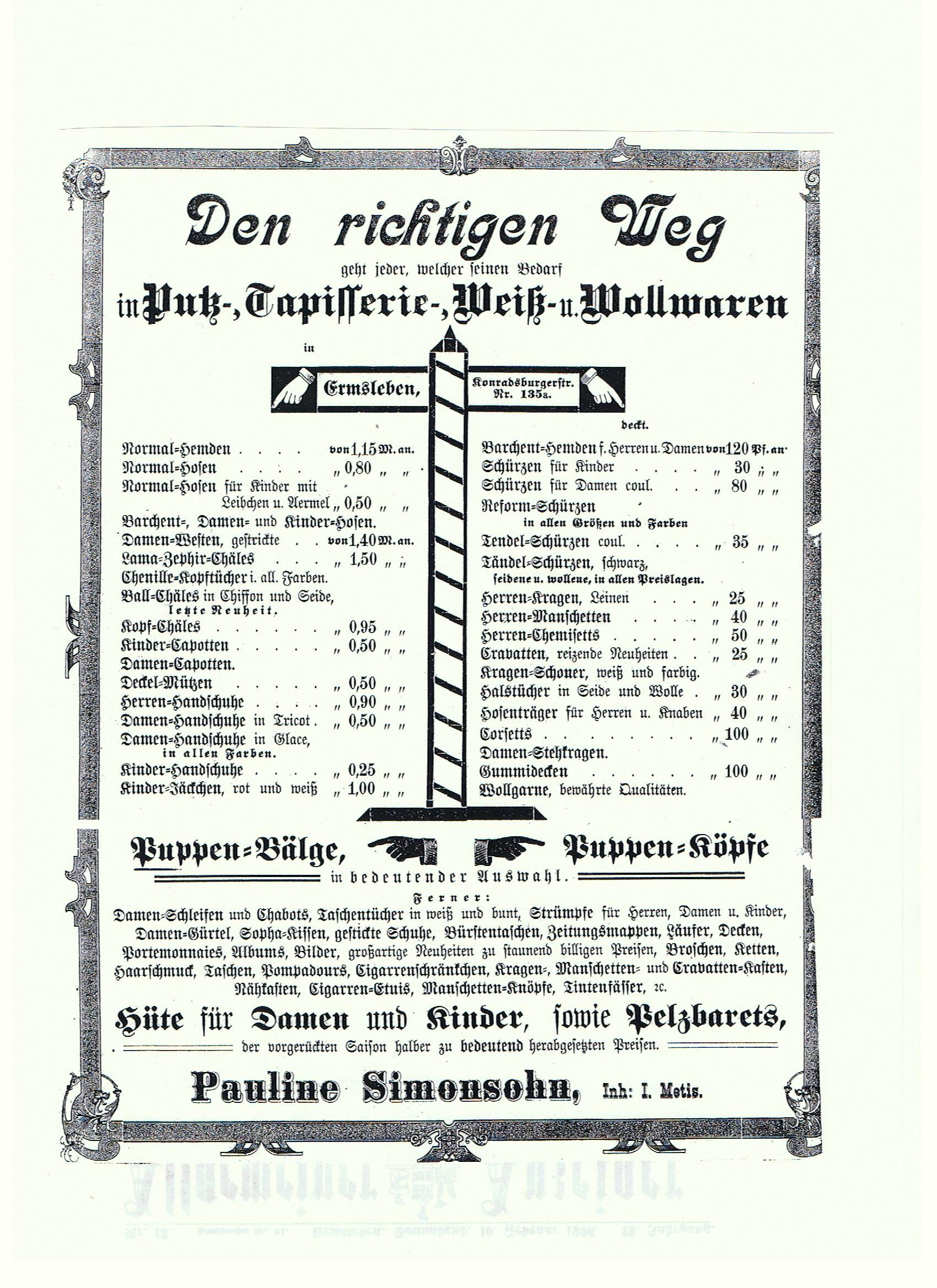
Preisliste des Geschäfts

Das zweite Kind der Simonsohns, die Schwester von Albert, war Pauline und wurde am 19. August 1864 in Sinsleben geboren. Sie war mit I. Metis verheiratet (genauer Vorname unbekannt). Mit ihm wohnte sie in der Langen Straße 21 in Ermsleben. Zeitzeugen erzählen, dass Pauline Metis in der Reichspogromnacht „noch mit Filzpantoffeln“ von Nationalsozialisten aus dem Haus geholt, geschlagen und verschleppt wurde. Sie lebte als Witwe in dem Altersheim „Großes Berlin 9“, wo sie jedoch nur kurze Zeit blieb, da man sie um 1939 in ein so genanntes Altersheim in die heutige Dessauer Straße 24 in Halle (Saale) brachte. Am 20. September 1942 deportierte man sie von Leipzig aus nach Theresienstadt ins Ghetto. Im Alter von 78 Jahren starb sie dort am 5. Oktober 1942.

### Theodor Simonsohn
Das jüngste Kind der Simonsohns war Theodor, der am 11. August 1866 in Ermsleben geboren wurde. Nach 1933 zog er nach Berlin, von wo er 1942 nach Theresienstadt ins Ghetto verschleppt wurde. Nach einem Monat starb er dort 76-jährig.

### Lothar Simonsohn
Lothar Simonsohn wurde am 30. September 1896 in Ermsleben geboren. Seine Eltern waren Albert und Kathinka Simonsohn.
Ob es noch Nachfahren gibt, ist nicht bekannt. Fest steht jedoch, dass die beiden Familien Metis und Simonsohn zusammen ein Geschäft für „Putz-, Tapisserie- ,Weiß- und Wollwaren“ hatten. Dieses befand sich in der Konradsburgerstraße Nr. 135a. Vermutlich gab es noch ein zweites in der heutigen Ascherslebener Straße.

## Familie Neurath

### Isidor Neurath
Isidor Neurath wohnte am Berlinger Plan und übte den Beruf des Schuhmachermeisters am Wassertor aus, wo er seine Werkstatt hatte. Geboren wurde er am 29. März 1879 in Mödling; vor seinem dortigen Elternhaus in der Achsenaugasse 8 befindet sich heute ein Stolperstein. Er heiratete Marie Neurath (Geburtsname unbekannt), die keine Jüdin war, und hatte mit ihr zwei Kinder: Paul und Sonja. Isidor Neurath wurde am 10. August 1943 im Vernichtungslager Auschwitz ermordet. Sein Sohn Paul wurde zu Arbeitslagerhaft verurteilt, die er überlebte; er zog später nach Neuplatendorf um.

## Familie Coffeld

### Benno Coffeld

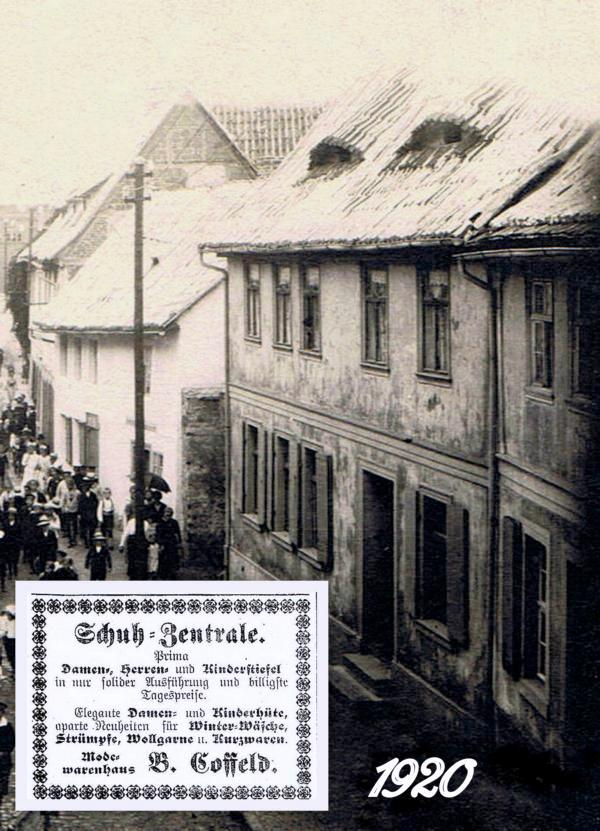
Haus von Benno Coffeld (Mitte)

Benno Coffeld wurde am 25. Oktober 1885 in Posen geboren. Seine Eltern waren Karl Coffeld und Minka, geb. Fügemann. Vor seiner Hochzeit lebte er in Berlin, Bötzowstraße 42. Wie er die Bekanntschaft mit Margarete Pfifferling aus Ermsleben machte, ist unbekannt. Beide heirateten am 5. Juni 1912 in Ermsleben. In der Siederstraße 96, heute Siederstraße 30, führte er ein Geschäft für Hüte und Kurzwaren. Das Ehepaar Coffeld bekam drei Töchter: Margot (geb. 26. Mai 1914), Ruth Fanny (geb. 4. Mai 1913) und Lieselotte Edith (geb. 19. August 1920). Ihre Wohnung befand sich über ihrem Geschäft.
Auch die Schwiegereltern von Benno Coffeld waren Juden. Über die Gärten des Hauses muss es eine Verbindung gegeben haben, über die man zum Haus der Pfifferlings kam.
Benno Coffeld war Träger des Eisernen Kreuzes erster Klasse aufgrund seiner Verdienste im Ersten Weltkrieg. Er wird als sehr hilfsbereiter Mensch beschrieben und er habe so manchen Kunden geholfen, auch wenn er nicht bezahlen konnte. Doch wurde dies, so die Aussage, auch ausgenutzt.
In der Nacht vom 9. zum 10. November 1938 wurde das Geschäft der Familie geplündert. Nachbarn, denen Benno geholfen hatte, fielen ihm jetzt in den Rücken. Auf dem Marktplatz stand ein LKW bereit, auf dem jüdische Einwohner abtransportiert wurden. Die letzte bekannte Adresse von Benno Coffeld ist die Konstanzerstraße 59 in Berlin. Mit dem 32. Transport vom 2. März 1943 wurde der 58-Jährige ins Vernichtungslager Auschwitz deportiert und ermordet.

### Margarete Coffeld
Margarete Coffeld, geb. Pfifferling, wurde am 3. Dezember 1883 in Ermsleben geboren. Sie war die Erstgeborene von sechs Kindern der Eltern Fanny Pessel und Markus Pfifferling. Margaretes Spitzname war Gretchen. Sie heiratete am 5. Juni 1912 Benno Coffeld in Ermsleben, den Besitzer eines Hüte- und Kurzwarengeschäftes, und bekam mit ihm drei Kinder: Margot Coffeld, Ruth Fanny Coffeld und Lieselotte Edith Coffeld. Sie lebten in der Siederstraße 96, die heutige Siederstraße 30, wo auch gleichzeitig das Geschäft ihres Mannes war. Anfang der 1920er Jahre sind sie zum evangelischen Glauben übergetreten. Margarete und ihr Mann pflegten eine enge Freundschaft mit Anna und Richard Wittkopf.
Als die schrittweise Drangsalierung der jüdischen Bevölkerung auch in Ermsleben einsetzte, durften sie ihr Geschäft nicht weiterführen. Daraufhin verkaufte Anna Wittkopf, die mit ihrem Mann ein Schokoladen-Geschäft in Ermsleben führte, die Hüte der Coffelds illegal unter dem Tresen, um ihrer Freundin zu helfen. In der Novemberpogromnacht vom 9. zum 10. November 1938 war auch ihre Familie betroffen. Eine Zeitzeugin erzählt, dass Margarete von Männern der SA an den Haaren aus dem Haus heraus gezogen, auf dem Marktplatz getrieben und mit einem LKW abtransportiert wurde. Die Frau, Else Blog, beschwerte sich über dieses Vorgehen: „So eine Schweinerei! Richtige Sauerei!“ Daraufhin kamen zwei der SA-Leute auf sie zu. Schnell sagte sie: „Das ist gemein, dass sich deutsche Männer die Hände dreckig machen.“
Margarete Coffelds letzte bekannte Aufenthaltsadresse ist die Konstanzerstr. 59 in Berlin. Am 2. März 1943 wurde sie gemeinsam mit ihrem Mann mit dem 32. Transport nach Auschwitz ins Vernichtungslager gebracht und dort ermordet.

### Ruth Fanny Coffeld
Ruth Fanny Coffeld wurde am 4. Mai 1913 in Ermsleben geboren und starb schon einen Monat später am 2. Juni 1913 in Ermsleben.

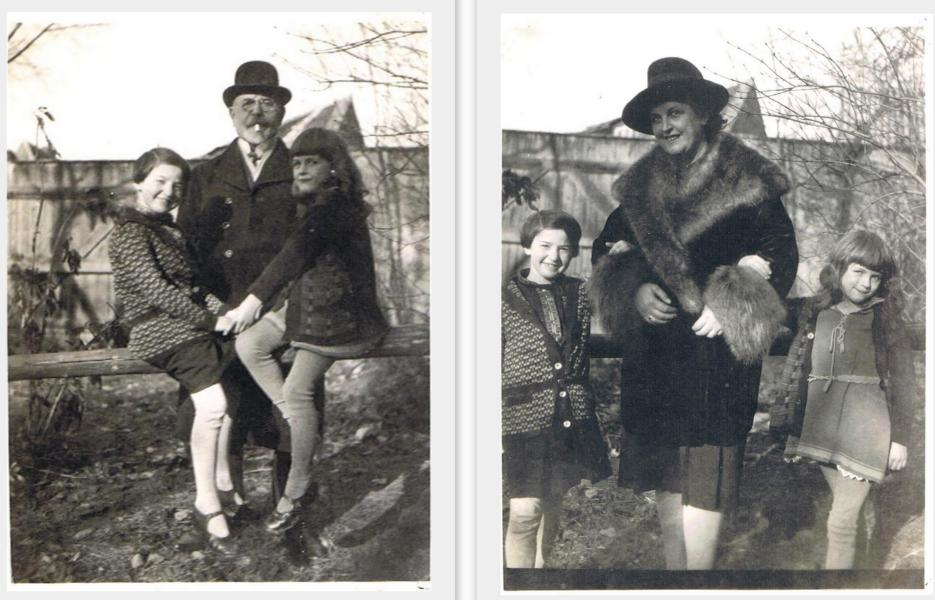
Linkes Bild: Die 8-jährige Lieselotte Edith Coffeld (links) mit Amtsgerichtsrat Boette und dessen Tochter
Rechtes Bild: Lieselotte Edith Coffeld (links) mit Frau Boette und ihrer Tochter. Aufnahmedatum 27. November 1928

### Margot Coffeld
Margot Coffeld wurde am 26. Mai 1914 in Ermsleben geboren. Sie war die zweite Tochter von Benno und Margarete Coffeld. Sie lebte mit ihrer Familie in der Siederstraße 96, heutige Siederstraße 30, und war unverheiratet. Wie alle jüdischen Mädchen musste sie ab 1938 den Vornamen Sarah tragen. 1947, als seine Trägerin vermutlich schon nicht mehr lebte, wurde dieser Vorname offiziell wieder gestrichen. Als die Reichspogromnacht in Ermsleben stattfand, wurde sie, wie ihre Eltern, auf einen LKW gebracht, welcher die jüdischen Einwohner abtransportierte. Ihre letzte bekannte Adresse ist Berlin-Mitte, Elisabethstraße 30. Am 19. April 1943 wurde sie mit Transport 37 nach Auschwitz gebracht und gilt als verschollen.

### Lieselotte Edith Coffeld
Lieselotte Edith Coffeld wurde am 19. August 1920 in Ermsleben geboren und war die dritte Tochter von Margarete und Benno Coffeld. Sie war mit der Tochter des Amtsgerichtsrates Boette befreundet und spielte mit ihr zusammen. Sie lebte in der Siederstraße 96, heutige Siederstraße 30, wo ihr Vater ein Hüte- und Kurzwarengeschäft führte. Sie floh nach Amsterdam und war dann im Durchgangslager Westerbork inhaftiert. Von dort aus wurde sie ins Vernichtungslager Auschwitz-Birkenau deportiert, wo sie am 30. September 1942 ermordet wurde.

## Der alte jüdische Friedhof in Ermsleben

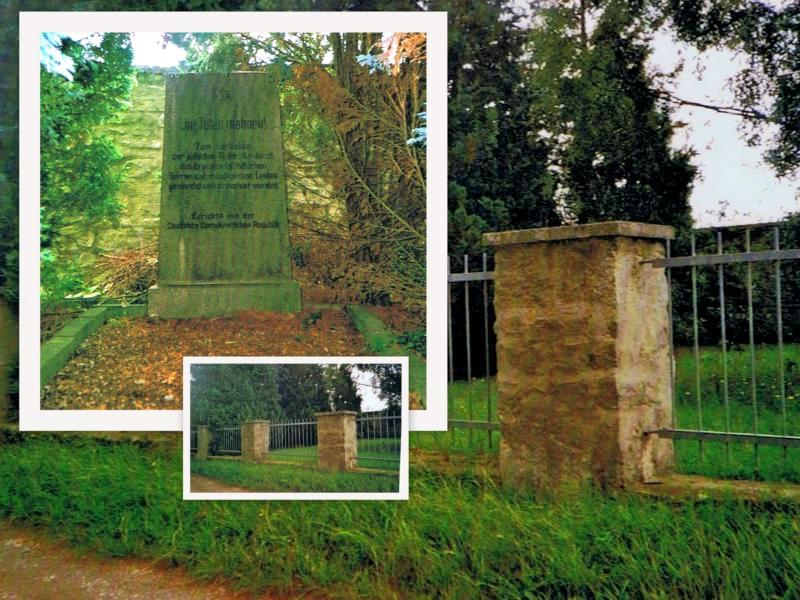
Ansicht des jüdischen Friedhofs heute

An der Kreuzung Meisdorfer Straße und Pechhüttenweg liegt der ehemalige jüdische Friedhof von Ermsleben. Das umzäunte Gelände ist begrünt, es befinden sich aber keine Grabsteine mehr darauf. Sie wurden vermutlich in der NS-Zeit zerstört und anderswo verbaut. Eine exakte Aufarbeitung dieser Vorgänge steht noch aus.
Auf dem Friedhof befindet sich ein Gedenkstein, wie er zur Zeit der DDR auf vielen jüdischen Friedhöfen gesetzt wurde.

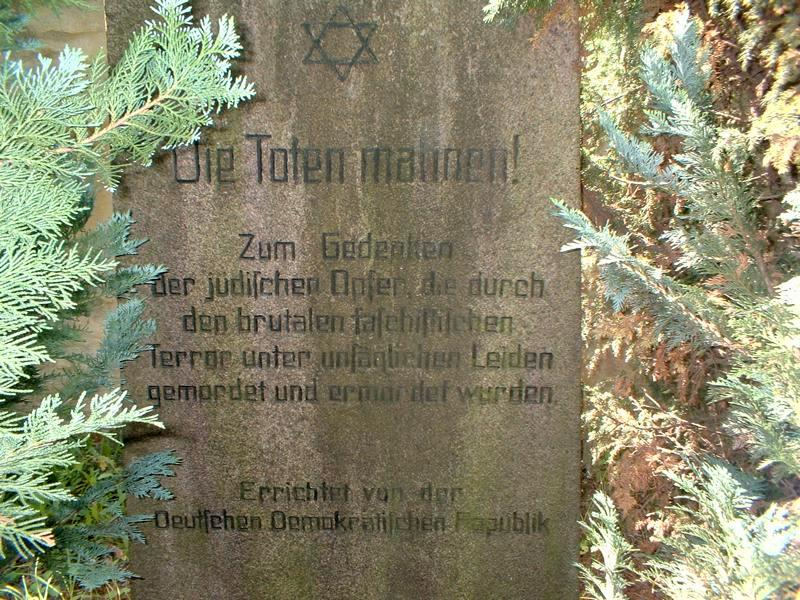
Der Gedenkstein auf dem jüdischen Friedhof in Ermsleben

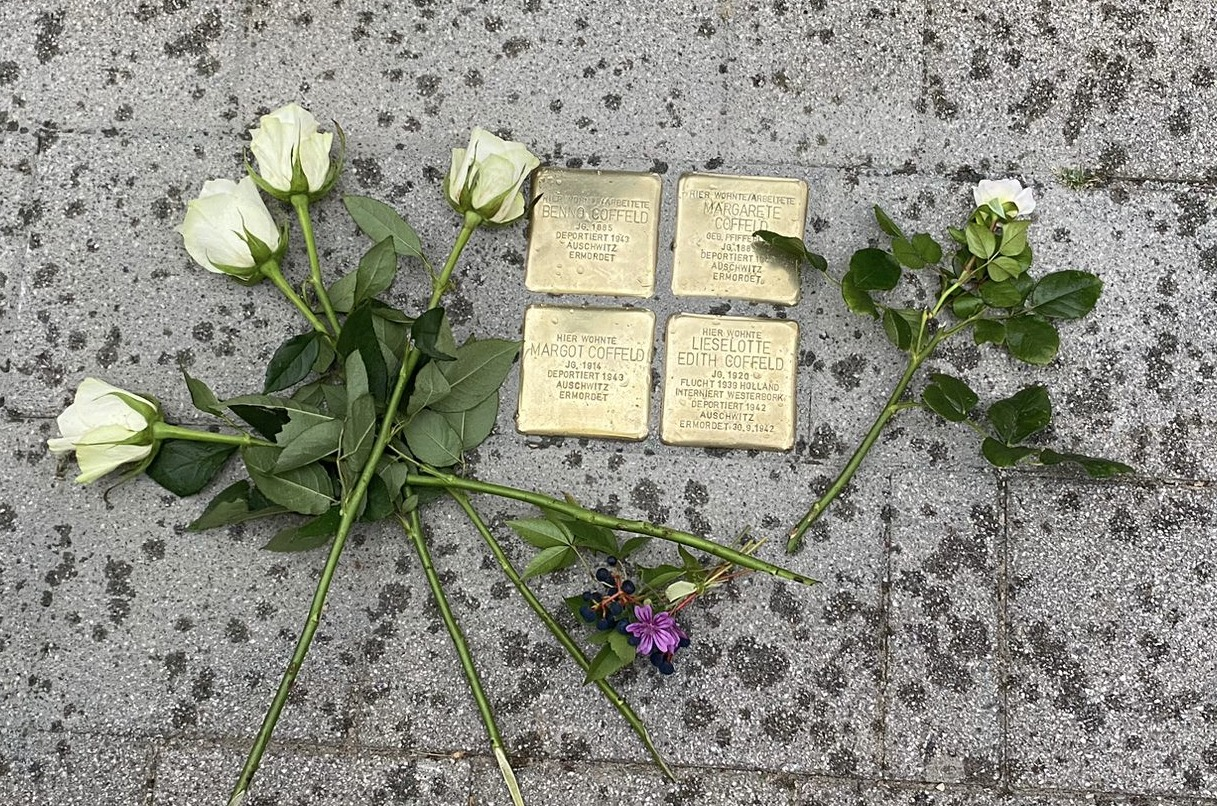
Stolpersteine für Familie Coffeld in der Siederstraße 30 in Ermsleben

## Stolpersteine
Am 3. Oktober 2023 wurden in Ermsleben in der Siederstraße 30 vier Stolpersteine für Familie Coffeld verlegt. Jene dienen der Erinnerung an Benno und Margarete Coffeld sowie Margot und Lieselotte Edith Coffeld.